# إلين كينغ
إلين كينغ (بالإسبانية: Elaine King)‏ هي كاتِبة بيروفية، (ولدت في ليما في بيرو م).

## وصلات خارجية
- الموقع الرسمي